# Чіапа коста-риканська
Чіа́па коста-риканська (Melozone cabanisi) — вид горобцеподібних птахів родини Passerellidae. Ендемік Коста-Рики. Вид названий на честь німецького орнітолога Жана Луї Кабаніса..

## Таксономія
Коста-риканські чіапи раніше вважалися підвидом рудощокої чіапи, однак за результатами низки молекулярно-генетичних досліджень були визнані окремим видом.

## Опис
Довжина птаха становить 15 см, вага 28 г. Верхня частина тіла оливково-коричнева, нижня частина тіла переважно біла, на грудях чорна пляма. Тім'я і потилиця руді, верхня частина скроні рудувата, решта скроні і лоб чорні, обличчя біле. Від очей до дзьоба і далі ідуть чорні смуги, навколо очей білі кільця. Дзьоб короткий, темнро-сірий. У молодих птахів верхня частина тіла коричнюватіша, нижня частина тіла жовтувата, візерунок на голові менш чіткий.

## Поширення і екологія
Коста-риканські чіапи є ендеміками центральної Коста-Рики. Вони живуть в тропічних лісах і на плантаціях. Зустрічаються на висоті від 500 до 2100 м над рівнем моря.

## Збереження
МСОП класифікує стан збереження цього виду як близький до загрозливого. За оцінками дослідників, популяція коста-риканських чіап становить від 20 до 50 тисяч птахів. Їм загрожує знищення природного середовища. Коста-риканськічіапи іноді стають жертвами гніздового паразитизму з боку червонооких вашерів.